# Karang Agung (Tanjung Sakti Pumu)
Karang Agung is een bestuurslaag in het regentschap Lahat van de provincie Zuid-Sumatra, Indonesië. Karang Agung telt 1011 inwoners (volkstelling 2010).